# SS Albertic
SS Albertic foi um transatlântico britânico construído por AG Weser e operado inicialmente pela Royal Mail Steam Packet Company.
O navio foi estabelecido em 1914 pela AG Weser na Alemanha, porém a construção foi interrompida durante a guerra. O trabalho foi retomado em 1919, sendo finalmente lançado no dia 23 de março de 1920 para a companhia alemã Norddeutscher Lloyd (NDL). No entanto, antes de entrar em serviço para a NDL, ele foi entregue ao governo britânico como reparações de guerra, e prontamente vendido para a Royal Mail Steam Packet Company, que o renomeou de Ohio. Depois de alguns ajustes, Ohio finalmente fez sua viagem inaugural no dia 3 de abril de 1923, navegando a partir de Hamburgo para Nova York. Em 1927, Ohio foi transferido para a White Star Line e renomeado de Albertic. Como um navio da White Star Line, ele realizou serviços transatlânticos entre o Reino Unido e Canadá até em agosto de 1930, quando ele foi ancorado no Rio Clyde. Albertic foi desmontado para sucata em 1934, na cidade de Osaka, no Japão. Isto ocorreu devido a Cunard Line ter tido uma queda dramática de passageiros durante a Grande Depressão, com isso foi decidido descartar os navios mais velhos da White Star Line, para concentrar seus recursos na conclusão de seu navio, RMS Queen Mary.